# Achada dos Judeus
Achada dos Judeus é um sítio povoado da freguesia de São Vicente, concelho de São Vicente, Ilha da Madeira.